# Anne-Barb Hertkorn

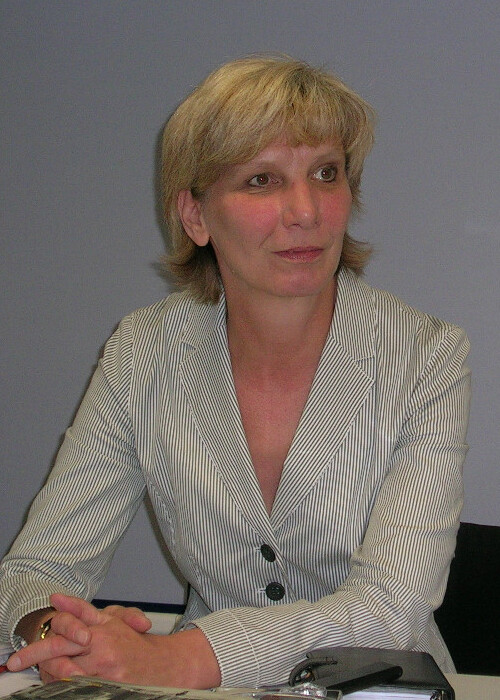
Anne-Barb Hertkorn (2008)

Anne-Barb Hertkorn (* 28. Juni 1955 in Stuttgart; † 28. Januar 2023) war eine deutsche Philosophin und Autorin. Sie setzte sich für die Aufarbeitung der NS-Zeit vor allem in München ein. Für diesen Einsatz erhielt sie 2008 die Bayerische Verfassungsmedaille in Silber.

## Leben
Anne-Barb Hertkorn wuchs in Stuttgart auf. Von 1976 bis 1981 studierte sie Philosophie und Literaturwissenschaft in Heidelberg und München. Für ihre anschließende Promotion erhielt sie ein Stipendium der Konrad-Adenauer-Stiftung. 1986 promovierte sie an der LMU München im Fach Philosophie bei Lorenz Bruno Puntel. Ihre Arbeit trug den Titel Kritik und System : vergleichende Untersuchung zu Programm und Durchführung von Kants Konzeption der Philosophie als Wissenschaft.
Seit 1987 war Anne-Barb Hertkorn freiberuflich als wissenschaftliche Autorin tätig. In den 1990er Jahren verfasste sie regelmäßig den Text für die von der Bayerischen Landeszentrale für politische Bildungsarbeit herausgegebene Zeitschrift Wandzeitung Gesellschaft und Staat. Von 2010 bis 2012 arbeitete sie im Münchner Kulturreferat für das NS-Dokumentationszentrum München, das sich in dieser Zeit im Aufbau befand. Dort bereitete sie Tagungen und Gedenkveranstaltungen vor und vertrat das NS-Dokumentationszentrum in wissenschaftlichen Arbeitskreisen. Seit 2017 schrieb sie drei Kriminalromane, die in Stuttgart spielen.
Am 28. Januar 2023 verstarb Anne-Barb Hertkorn im Alter von 67 Jahren. Ihre letzte Ruhestätte fand sie auf dem Neuen Friedhof Stuttgart-Degerloch in Stuttgart.

## Gesellschaftliches Engagement

### Gegen Vergessen – Für Demokratie e.V.

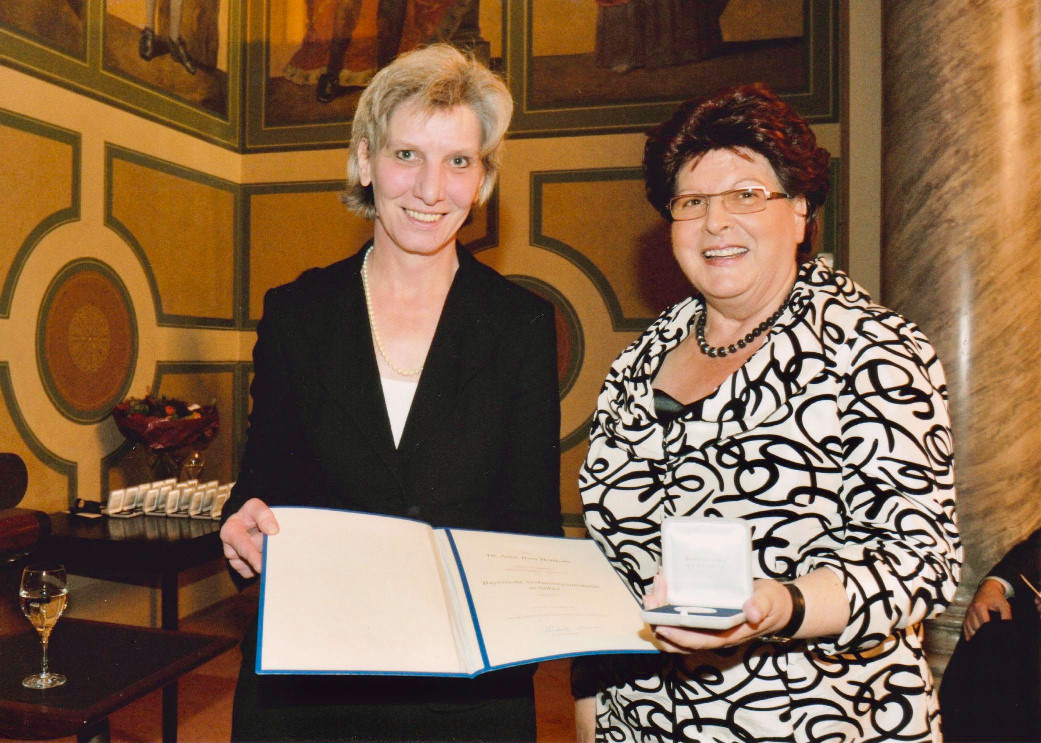
Verleihung des Bayerischen Verfassungsordens an Dr. Anne-Barb Hertkorn durch die Präsidentin des Bayerischen Landtags Barbara Stamm

Anne-Barb Hertkorn war seit 1994 Mitglied bei Gegen Vergessen – Für Demokratie. Im Jahr 1995 gründete sie zusammen mit weiteren Personen auf Anregung von Hans-Jochen Vogel die Regionalgruppe München. In ihrer 13-jährigen Tätigkeit als Sprecherin der Regionalgruppe München prägte sie die Münchner Stadtkultur mit Initiativen und Projekten:
- Seit 1998 findet in München jährlich die Namenslesung „Jeder Mensch hat einen Namen.“ zur Erinnerung an das nationalsozialistische Pogrom am 9. November 1938 statt.[15] Anne-Barb Hertkorn war Mitglied der „Arbeitsgruppe 9. November“, der u. a. Andreas Heusler, Charlotte Knobloch, Helga König, Ellen Presser und Abi Pitum angehörten.[16] Die Gruppe recherchierte Namen aus den jeweiligen Stadtvierteln Münchens für das Biographisches Gedenkbuch der Münchner Juden 1933–1945. Auf dieser Grundlage konnten ab 2010 Namenslesungen auch in den einzelnen Stadtvierteln Münchens gehalten werden.[17]

- Die Regionalgruppe München war eine von vielen Bürgerinitiativen, die sich für eine Aufarbeitung der NS-Geschichte der Stadt München einsetzten. Zusammen bildeten diese Initiativen den „Initiativkreis für ein NS-Dokumentationszentrum München“. Anfang 2003 trug Anne-Barb Hertkorn in einem Symposium des Münchner Kulturreferats zum Thema „Ein NS-Dokumentationszentrum für München“ über die Entstehung des Initiativkreises vor und übernahm in der darauf folgenden Diskussion die Moderation.[18]

- Die Ausstellung „Jüdisches Leben in Au und Haidhausen“ (2004/2005) im Foyer der Münchner Stadtbibliothek entstand aus einem Bürgerprotest gegen eine geplante Veranstaltung der NPD im Münchner Stadtteil Au.[19] Träger des Projektes waren neben der Regionalgruppe München das Kulturzentrum der Israelitischen Kultusgemeinde München und Oberbayern, die Evangelisch-Lutherische Kirchengemeinde St. Johannes und die Münchner Stadtbibliothek.[20]

- Im Jahr 2007 holte die Regionalgruppe München zusammen mit dem Bayerischen Staatsministerium für Justiz und dem Weisse-Rose-Institut die Ausstellung „Auschwitz-Prozess 4 Ks 2/63 in Frankfurt am Main“ in den Lichthof des Münchner Justizpalastes.[21] Anne-Barb Hertkorn hatte im Vorfeld einen Vertrag mit den Ausstellungsmachern des Fritz-Bauer-Instituts abgeschlossen.[22]

Im Jahr 2000 rief Anne-Barb Hertkorn als Sprecherin der Regionalgruppe München zusammen mit Initiatorin Hildegard Kronawitter und Franz J. Müller zur Initiative „Sophie Scholl in die Walhalla!“. Es folgten eine Unterschriftenaktion und eine breite Medienberichterstattung. 2003 wurde die Büste von Sophie Scholl in der Walhalla aufgestellt.
Am 1. Dezember 2008 wurde Anne-Barb Hertkorn als ehemalige Sprecherin der Regionalgruppe München von „Gegen Vergessen – Für Demokratie e. V.“ mit der Bayerischen Verfassungsmedaille in Silber geehrt. Besonders hervorgehoben wurde der Beitrag der Regionalgruppe zum Kampf gegen Rechtsextremismus und für die Erinnerung an das nationalsozialistische Unrecht. Damit verbunden war auch der jahrelange Einsatz für den Bau eines NS-Dokumentationszentrums in München.

### Weisse Rose Institut e.V.

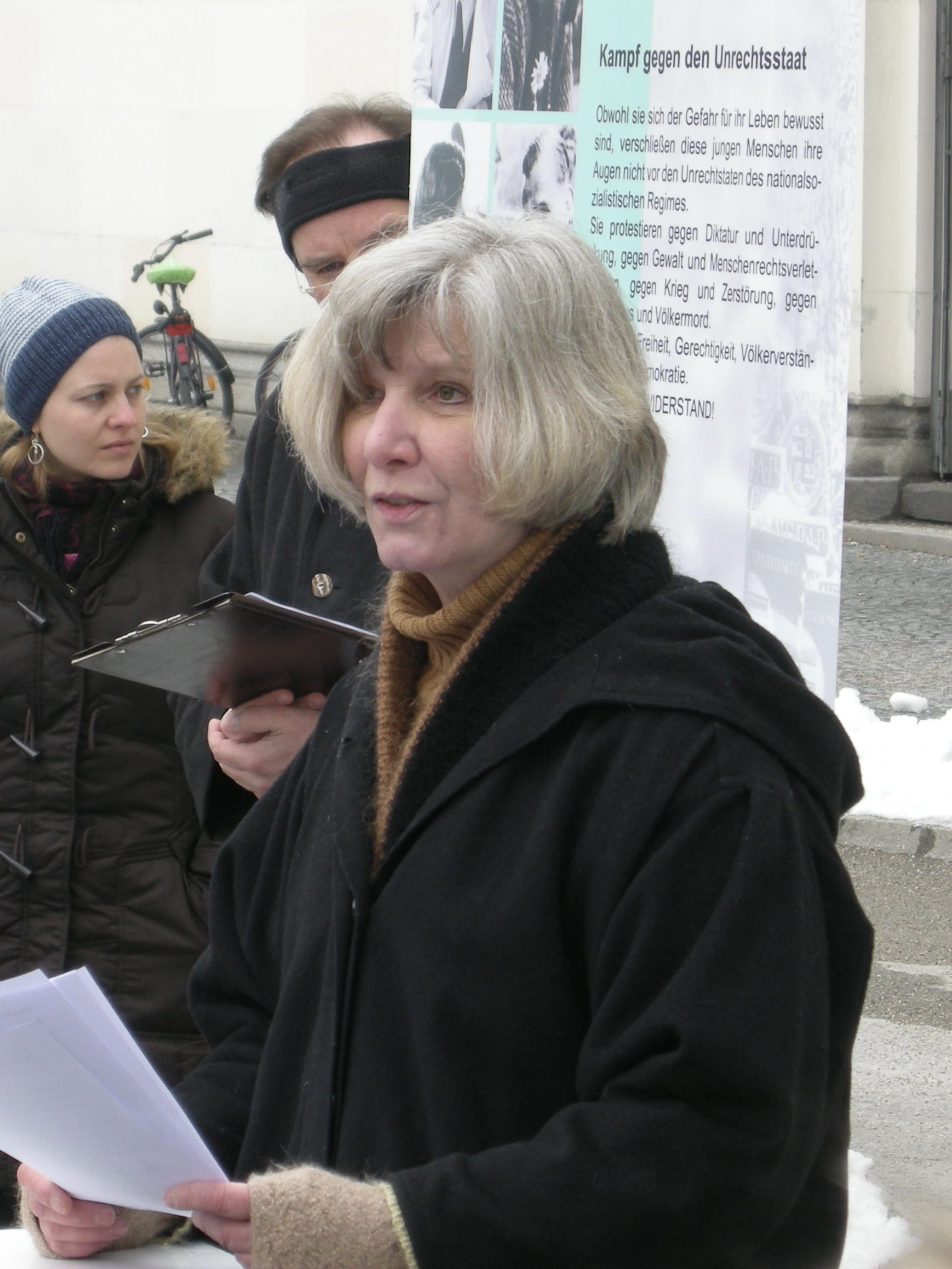
Anne-Barb Hertkorn am 70. Jahrestag der Verteilung des 6. Flugblatts der Widerstandsgruppe Weiße Rose, Geschwister-Scholl-Platz 1 in München am 18. Februar 2013

Anne-Barb Hertkorn war Gründungsmitglied und Mitglied des Vereinsrats des Weisse Rose Instituts, das u. a. die Aufarbeitung der Nachlässe der Mitglieder der Widerstandsgruppe Weiße Rose fördert.
Als Nachlassverwalterin von Marie-Luise Schulze-Jahn veröffentlichte sie 2018 die Erinnerungen von Schulze-Jahn an ihr Engagement im Widerstand gegen den Nationalsozialismus.
Im Oktober 2020 wurde das „Sonderpädagogische Föderzentrum Bad Tölz“ in Marie-Luise-Schulze-Jahn-Schule umbenannt. Anne-Barb Hertkorn begleitete dieses Vorhaben und unterstützte als Vertreterin des Weisse-Rose-Instituts diesen Prozess auch finanziell.

### in.puncto ZUKUNFT e.V.
Anne-Barb Hertkorn initiierte 2016 zusammen mit ihren Geschwistern den „in.puncto ZUKUNFT e. V. Förderverein“, zu dessen Gründungsmitgliedern sie gehörte. Der Verein fördert im Rahmen verschiedener Projekte sozial benachteiligte Kinder und Jugendliche und bietet pädagogische und therapeutische Unterstützung.

## Schriften

### Monografien
- Kritik und System : vergleichende Untersuchung zu Programm und Durchführung von Kants Konzeption der Philosophie als Wissenschaft. Phronesis, München 2009, Zugl.: München, Univ., Dissertation, 1986, ISBN 978-3-00-019509-9.
- mit Jürgen Sydow, Edmund Mikkers: Die Zisterzienser. 2., durchgesehene Auflage. Belser, Stuttgart u. a. 1991, ISBN 3-7630-1741-0.
- mit Marie-Luise Schultze-Jahn: … und ihr Geist lebt trotzdem weiter! 2. Auflage. Metropol Verlag, Berlin 2004, ISBN 3-936411-25-5.
- mit Alexa Busch: Erinnerungen an Alexander Schmorell. Buchfeld Verlag, Au/Hallertau 2017, ISBN 978-3-9813380-3-4.

### Herausgeberschaften
- mit Sibylle Wieland und Franziska Dunkel: Heinrich Wieland. Naturforscher, Nobelpreisträger und Willstätters Uhr. WILEY-VCH Verlag, Weinheim 2008, ISBN 978-3-527-32333-3.
- „Wir wollten aufklären!“ : Marie-Luise Jahn und ihr Widerstand im Zeichen der Weißen Rose. Buchfeld Verlag, Au/Hallertau 2018, ISBN 978-3-9813380-4-1.

### Radio-Essays
- Die Philosophie Wittgensteins. 1, Die Grenzen meiner Sprache bedeuten die Grenzen meiner Welt. RIAS, Berlin 1991, OCLC 917746506.
- Die Philosophie Wittgensteins. 2, Eine ganze Wolke Philosophie kondensiert zu einem Tröpfchen Sprachphilosophie. RIAS, Berlin 1991, OCLC 917746508.
- Gottfried Wilhelm Leibniz: Philosophische Idee und politische Wirklichkeit einer metaphysischen Konzeption. 1, Die universale Harmonie. RIAS, Berlin 1991, OCLC 917746593.
- Gottfried Wilhelm Leibniz: Philosophische Idee und politische Wirklichkeit einer metaphysischen Konzeption. 2, Theoria cum praxi. RIAS, Berlin 1991, OCLC 917746376.
- Inmitten der Nacht erwartet das Sonnendenken die Morgendämmerung : Radio-Essay über Albert Camus in zwei Teilen. 1, Der schwarze Gang des Sisyphos. RIAS, Berlin 1992, OCLC 917749936.
- Inmitten der Nacht erwartet das Sonnendenken die Morgendämmerung : Radio-Essay über Albert Camus in zwei Teilen. 2, Von der Revolte zur Mittagshöhe des Denkens. RIAS, Berlin 1992, OCLC 917749937.
- Ich habe die Wahrheit gesehen : über Fedor Michailowitsch Dostojewski. 1, Schuld und Sühnes. RIAS, Berlin 1993, OCLC 917751165.
- Ich habe die Wahrheit gesehen : über Fedor Michailowitsch Dostojewski. 2, Der Gottessucher. RIAS, Berlin 1993, OCLC 917751229.

### Redaktionelle Arbeit
- 9. November 2003 : Aus der Vergangenheit für die Zukunft, Israelitische Kultusgemeinde München und Oberbayern et al., München 2003, OCLC 237814420.
- Wissenschaft und Zivilcourage : Betrachtungen zu Heinrich Wieland : erscheint zum Gedenktag für die Opfer des Nationalsozialismus am 27. Januar 2004, Bezirksausschuss 3 Maxvorstadt et al., München 2004, OCLC 163165090.
- Macht und Gesellschaft : Männer und Frauen in der NS-Zeit : eine Perspektive für ein künftiges NS-Dokumentationszentrum in München, Archiv der Münchner Arbeiterbewegung et al., München 2004, OCLC 163639156.
- mit Eva König: Jeder Mensch hat einen Namen : Fotodokumentation der Namenslesungen vom 9. November 2008, Israelitische Kultusgemeinde München und Oberbayern, München 2009, OCLC 644277731.

#### Wandzeitung Gesellschaft und Staat
- mit Wolfgang Seidl, Heike Schaefer: Völker im Kaukasus. In: Wandzeitung Gesellschaft und Staat. Nr. 5, 1990, Bayerische Landeszentrale für Politische Bildungsarbeit, DNB 901515280.
- mit Wolfgang Seidl, Heike Schaefer: Bevölkerungsexplosion. In: Wandzeitung Gesellschaft und Staat. Nr. 7, 1990, Bayerische Landeszentrale für Politische Bildungsarbeit, DNB 920519423.
- mit Wolfgang Seidl, Heike Schaefer: UdSSR im Umbruch. In: Wandzeitung Gesellschaft und Staat. Nr. 3, 1991, Bayerische Landeszentrale für Politische Bildungsarbeit, DNB 911016635.
- mit Wolfgang Seidl, Heike Schaefer: Soziale Dienste in Bayern. In: Wandzeitung Gesellschaft und Staat. Nr. 6, 1991, Bayerische Landeszentrale für Politische Bildungsarbeit, DNB 911485120.
- mit Wolfgang Seidl, Heike Schaefer: Menschen auf der Flucht. In: Wandzeitung Gesellschaft und Staat. Nr. 7, 1991, Bayerische Landeszentrale für Politische Bildungsarbeit, DNB 920220967.
- mit Wolfgang Seidl, Heike Schaefer: Die Golfregion. In: Wandzeitung Gesellschaft und Staat. Nr. 2, 1992, Bayerische Landeszentrale für Politische Bildungsarbeit, DNB 920863825.
- mit Wolfgang Seidl, Heike Schaefer: 500 Jahre Entdeckung Amerikas. In: Wandzeitung Gesellschaft und Staat. Nr. 5, 1992, Bayerische Landeszentrale für Politische Bildungsarbeit, DNB 921360061.
- mit Wolfgang Seidl, Heike Schaefer: Partner Ukraine. In: Wandzeitung Gesellschaft und Staat. Nr. 7, 1992, Bayerische Landeszentrale für Politische Bildungsarbeit, DNB 930244818.
- mit Wolfgang Seidl, Heike Schaefer: Völker am Balkan. In: Wandzeitung Gesellschaft und Staat. Nr. 6, 1993, Bayerische Landeszentrale für Politische Bildungsarbeit, DNB 941796183.
- mit Wolfgang Seidl, Heike Schaefer: Menschenrechte. In: Wandzeitung Gesellschaft und Staat. Nr. 8, 1993, Bayerische Landeszentrale für Politische Bildungsarbeit, DNB 941797260.
- mit Wolfgang Seidl, Heike Schaefer: Forschungszentrum Bayern. In: Wandzeitung Gesellschaft und Staat. Nr. 4, 1994, Bayerische Landeszentrale für Politische Bildungsarbeit, DNB 943498228.
- mit Wolfgang Seidl, Heike Schaefer: Urvölker. In: Wandzeitung Gesellschaft und Staat. Nr. 5, 1994, Bayerische Landeszentrale für Politische Bildungsarbeit, DNB 943498201.
- mit Wolfgang Seidl, Heike Schaefer: EU-Land Belgien. In: Wandzeitung Gesellschaft und Staat. Nr. 7, 1994, Bayerische Landeszentrale für Politische Bildungsarbeit, DNB 943496756.
- mit Wolfgang Seidl, Heike Schaefer: Ägypten. In: Wandzeitung Gesellschaft und Staat. Nr. 3, 1995, Bayerische Landeszentrale für Politische Bildungsarbeit, DNB 952406063.
- mit Wolfgang Seidl, Heike Schaefer: Partner Québec. In: Wandzeitung Gesellschaft und Staat. Nr. 7, 1995, Bayerische Landeszentrale für Politische Bildungsarbeit, DNB 946943451.
- mit Wolfgang Seidl, Heike Schaefer: Tschechische Republik. In: Wandzeitung Gesellschaft und Staat. Nr. 3, 1996, Bayerische Landeszentrale für Politische Bildungsarbeit, DNB 947892435.
- mit Wolfgang Seidl, Heike Schaefer: EU-Kandidat Ungarn. In: Wandzeitung Gesellschaft und Staat. Nr. 4, 1996, Bayerische Landeszentrale für Politische Bildungsarbeit, DNB 952403390.
- mit Wolfgang Seidl, Heike Schaefer: Politischer Islam. In: Wandzeitung Gesellschaft und Staat. Nr. 7, 1996, Bayerische Landeszentrale für Politische Bildungsarbeit, DNB 952404389.
- mit Wolfgang Seidl, Heike Schaefer: Jugendarbeit in Bayern. In: Wandzeitung Gesellschaft und Staat. Nr. 8, 1996, Bayerische Landeszentrale für Politische Bildungsarbeit, DNB 952404648.
- mit Zdenek Zofka, Heike Schaefer: UNICEF – Kinderhilfswerk der Vereinten Nationen. In: Wandzeitung Gesellschaft und Staat. Nr. 2, 1997, Bayerische Landeszentrale für Politische Bildungsarbeit, DNB 951387685.
- mit Zdenek Zofka, Heike Schaefer: Indien. In: Wandzeitung Gesellschaft und Staat. Nr. 5, 1997, Bayerische Landeszentrale für Politische Bildungsarbeit, DNB 953935167.
- mit Zdenek Zofka, Heike Schaefer: Frauen in Bayern. In: Wandzeitung Gesellschaft und Staat. Nr. 7, 1997, Bayerische Landeszentrale für Politische Bildungsarbeit, DNB 953935019.
- mit Zdenek Zofka, Heike Schaefer: Menschenrechte. In: Wandzeitung Gesellschaft und Staat. Nr. 5, 1998, Bayerische Landeszentrale für Politische Bildungsarbeit, DNB 954216423.
- mit Zdenek Zofka, Heike Schaefer: 9. November 1938. In: Wandzeitung Gesellschaft und Staat. Nr. 6, 1998, Bayerische Landeszentrale für Politische Bildungsarbeit, DNB 955215099.
- mit Zdenek Zofka, Heike Schaefer: Volksrepublik China. In: Wandzeitung Gesellschaft und Staat. Nr. 1, 1999, Bayerische Landeszentrale für Politische Bildungsarbeit, DNB 956203248.
- mit Zdenek Zofka, Heike Schaefer: Der Weg in den zweiten Weltkrieg. In: Wandzeitung Gesellschaft und Staat. Nr. 4, 1999, Bayerische Landeszentrale für Politische Bildungsarbeit, DNB 957213581.
- mit Zdenek Zofka, Heike Schaefer: 1989: Der Fall der Mauer. In: Wandzeitung Gesellschaft und Staat. Nr. 6, 1999, Bayerische Landeszentrale für Politische Bildungsarbeit, DNB 958222223.

### Drehbücher
- mit Katrin Seybold: Nein! Zeugen des Widerstandes in München 1933-1945 (1999)[31]
- mit Katrin Seybold: Ludwig Koch. Der mutige Weg eines politischen Menschen (2000)[31]

### Kriminalromane
- Römisches Intermezzo. Ein Stuttgarter Krimi. Buchfeld Verlag, Au/Hallertau 2017, ISBN 978-3-9813380-2-7.
- Hölderlins Fluch. Ein Stuttgarter Krimi. Buchfeld Verlag, Au/Hallertau 2019, ISBN 978-3-9813380-5-8.
- Tödliche Komposition. Ein Stuttgarter Krimi. Buchfeld Verlag, Au/Hallertau 2020, ISBN 978-3-9813380-6-5.

## Auszeichnungen
- 2008: Bayerische Verfassungsmedaille in Silber